# Yamada Holdings

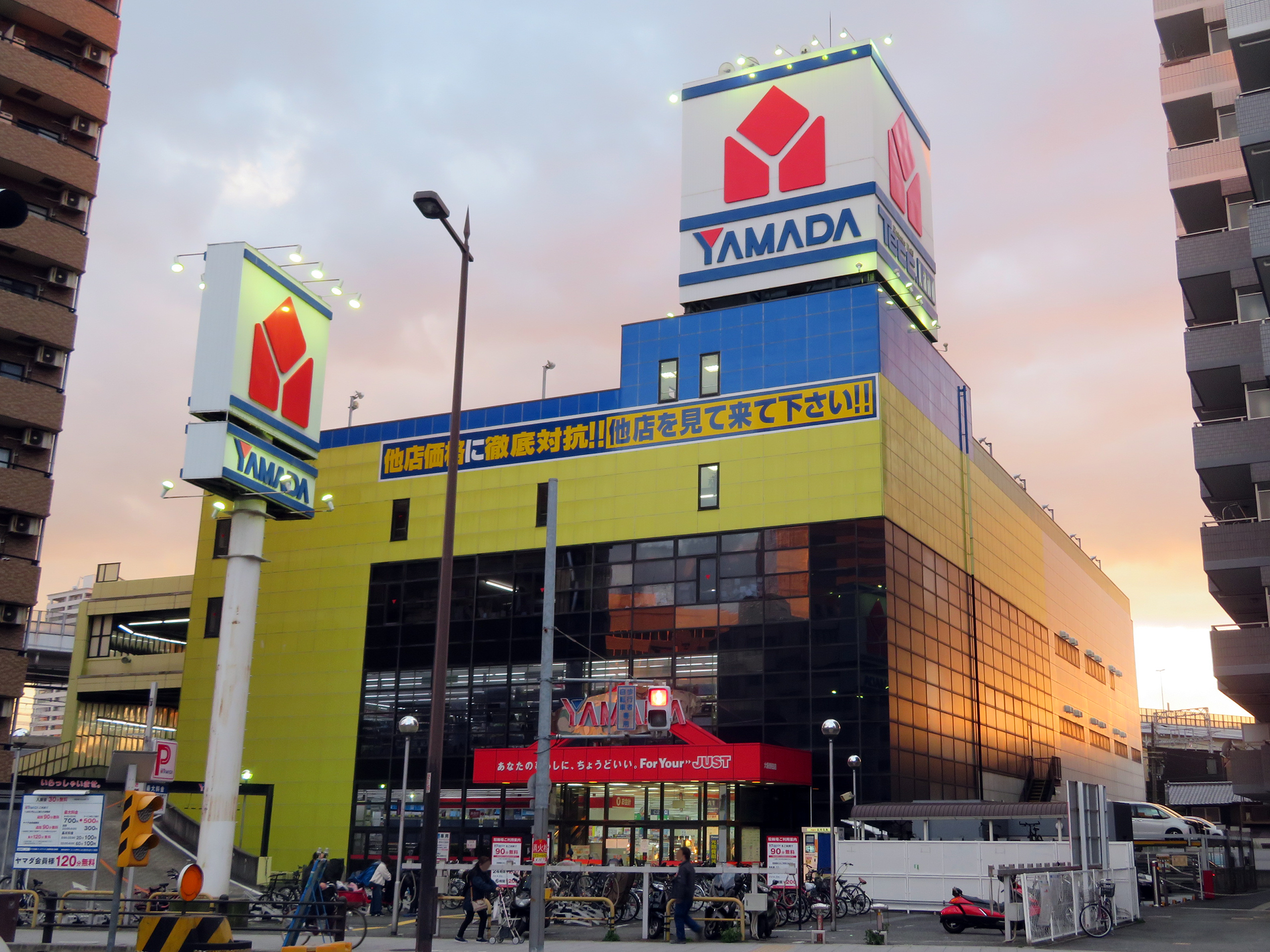
Yamada Denki Tecc Land Filiale Noda-Hanshin, Osaka.

Yamada Holdings Co., Ltd. (englisch für japanisch 株式会社ヤマダホールディングス Kabushiki-gaisha Yamada holdings, ehemals ヤマダ電機 Yamada Denki) ist ein japanischer Mischkonzern, der in den Segmenten Elektronik-/Elektroeinzelhandel, Wohnungsbau, Umwelt, Finanzen und Handel mit Baumaterialien tätig ist. Den Konzernkern bildet der Elektronik-/Elektroeinzelhandel unter dem Dach der Konzerntochter Yamada Denki mit der mit 996 eigenen Standorten und 11.521 Franchise-Standorten in allen Präfekturen Japans vertreten ist. Das Unternehmen belegte im Jahr 2022 Platz 1.949 in der Forbes-Rangliste Global 2000, fiel jedoch 2023 aus dem Index. Die Unternehmenszentrale ist in Takasaki, Präfektur Gunma. Der Umsatz betrug 2022 1,619 Billionen Yen, der Gewinn 65,703 Milliarden Yen.

## Geschichte
Gründung und Wachstum Yamada Denki
Yamada Denki wurde 1973 als Yamada Denka Service  in Maebashi, Präfektur Gunma von Noboru Yamada und seiner Frau als Elektrogeschäft auf etwas mehr als 25 ㎡ gegründet. Yamada war vor dieser Selbständigkeit in der Qualitätskontrolle von JVC beschäftigt.
.Schon 1978 wurden fünf Geschäfte mit einem Jahresumsatz von über 600 Millionen Yen betrieben. 1983 firmierte das Unternehmen in YAMADA DENKI CO., LTD. und begann mit der Entwicklung von Franchise-Ketten durch die Eröffnung von großflächigen Elektromärkten im Niedrigpreissektor für allgemeine Haushaltsgeräte, unter dem Namen Tecc Land. 1989 ging das Unternehmen an die Börse und erreichte 1997 die Umsatzschwelle von 100 Milliarden Yen. Im Jahr 1994 startete der Konzern einen Wartungsservice namens The Anshin. 1997 wurde CIC Inc. gegründet, ein Unternehmen welches Elektrogeräte recycelt. Im Jahr 2005 wurde mit LABI eine Haushaltswarengroßmarktkette gegründet, die im selben Jahr bereits einen Umsatz von 1 Billion Yen erzielte. Im Jahr konnte der Umsatz von LABI auf 2 Billionen Yen gesteigert werden.
Diversifizierung
Ab 2011 stieg der Konzern mit den Tochterunternehmen SxL Co., Ltd.(2011), Housetec Inc. (2012 ) und Yamada Wood House Co., Ltd. (2013)  in den Wohnungsbau ein. Diese Unternehmen wurden 2018 in YAMADA HOMES CO., LTD zusammengeführt.  2019 wurde mit Otsuka Kagu, Ltd. eine Einzelhandelskette für Möbel und Inneneinrichtung erworben und 2020 die Hinokiya Group, ein Bauunternehmen mit 2,544 Mitarbeitern (Stand 2023).

Yamada Holdings Logo

Am 1. Oktober 2020 wurde die YAMADA HOLDINGS geschaffen, in die alle Unternehmen der Sparten Elektronik-/Elektroeinzelhandel, Wohnungsbau, Entwicklung von Umweltressourcen, Finanzen und Dienstleistungen integriert wurden.